# Thionia carinata
Thionia carinata är en insektsart som beskrevs av Melichar 1906. Thionia carinata ingår i släktet Thionia och familjen sköldstritar. Inga underarter finns listade i Catalogue of Life.